# Путятины (дворяне)
Путятины — русский дворянский и графский род (с 1855), который происходит от древних князей Путятиных         (Рюриковичей). 
Внесён в V и VI части родословной книги Новгородской губернии.
Известен род потомства дворянина Самуила Путятина, сын которого Иосиф Самуилович на службе с 1791 года.

## Происхождение и история рода
Имеется несколько версий происхождения Путятиных:
1. По сказаниям польских и русских геральдиков (Долгоруков, Руммель) род этот происходит от князя Дмитрия Юрьевича Путятина, жившего в начале XVI столетия, но из летописей видно, что этот род сосуществовал и ранее, так как Григорей  Афанасьевич Путята был послом к польскому королю Казимиру (1489)[2][3]
2. В Гербовнике указано, что род идёт от Путята  (Пуцята), выходца из Литвы, который там находился в знатных чинах и был на военной службе храбрым и скустным воином, от коих  фамилия Путятиных происходит (Герб. Часть I. № 64)[1].
3. Дворяне Путятины самостоятельный род[1].

Дьяк Никита Суморок Путятин послан (1510) в Псков для приведения жителей его к присяге великому князю Василию Ивановичу. Его сын, дворцовый дьяк Григорий Меньшик, послан к Сигизмунду Августу (1510 г.), писал духовную грамоту великого князя Василия Ивановича (1526), писал грамоту великой княгини Елены (1533). Его сын был дьяком при Иване Грозном (1550-1556). B XVII веке Путятины служили по Новгороду.
Примечание: фамилию Путятиных не должны смешивать: 1) ни с князьями Путятинами, потомка Рюрика. 2) ни с польской фамилией Путята или Пуцята принявшею начало в XVI веке.

## Графы Путятины
Именным указом императора Александра II, данным Правительствующему Сенату 6 декабря 1855 года, генерал-адъютант, вице-адмирал Ефимий Васильевич Путятин (1803—1883), который, в царствование Николая I, несмотря на многочисленные препятствия, заключил трактат (1852), открывший японские порты русскому флоту, пожалован в графское достоинство Российской империи с нисходящим потомством. Грамота на графское достоинство пожалована 24 ноября 1859 года, герб же Высочайше утверждён 30 января 1859 года.

## Описание гербов

#### Герб. Часть I. № 64
Герб дворян Путятиных: в щите, имеющем серебряное поле изображена чёрного цвета фигура наподобие буквы А, на поверхности которой виден острый конец стрелы.
Щит увенчан обыкновенным дворянским шлемом с дворянской на нём короной. Намёт на щите серебряный, подложенный красным. Герб рода Путятиных внесён в Часть 1 Общего гербовника дворянских родов Всероссийской империи, стр. 64.

#### Герб. Часть XII. № 16
Герб Графов Путятиных: щит пересечённый полурассечённый. В первой, золотой, части возникающий Императорский орёл, имеющий на груди в червлёном с золотою каймою щите, окруженном цепью ордена Св. Андрея Первозванного, золотое коронованное вензелевое изображение Имени Государя Императора Александра II, во второй серебряной части чёрная буква А, увенчанная таковым же остриём от стрелы, в третьей лазоревой части золотой фрегат с серебряным флагом, на флаге синий Андреевский крест.
Щит увенчан графской короной и тремя графскими коронованными шлемами. Нашлемники: на среднем шлеме взлетающий императорский орёл, имеющий на груди в червлёном с золотою каймою щите, окружённом цепью ордена Святого Андрея Первозванного вензель Александра II; правый — чёрная буква А, увенчанная таковым же остриём от стрелы; левый — золотой фрегат с серебряным флагом, украшенным лазоревым Андреевским крестом. Намёты: среднего шлема — чёрный с золотом, правого — чёрный с серебром, левого — лазоревый с золотом. Щитодержатели: справа унтер-офицер 1-го флотского экипажа с флагом чрезвычайного посольства, слева — японский солдат. Девиз: «НЕ НАМ, А ИМЕНИ ТВОЕМУ» чёрными буквами на серебряной ленте.

## Известные представители
- Путятин Спиридон - погиб под Смоленском (1634).
- Путятин Никифор Маккавеевич - ездил перед государем для заимки станов (1650), стряпчий (1678), дворянин московский (1692).
- Путятин Павел Ефимович - штабс-капитан преображенского полка. погиб в сражении (31 октября 1812), его имя занесено на стену храма Христа Спасителя в г. Москва.
- Путятина Ольга Ефимовна - графиня, фрейлина Высочайшего двора (1848).
- Путятина Мария Ефимовна - графиня, фрейлина Высочайшего двора (1850)[3][4][1].